# Tuodong Stadium
Tuodong Stadium (chiń. 拓东体育场) – wielofunkcyjny stadion w mieście Kunming, w Chinach. Obiekt może pomieścić 40 000 widzów. Swoje spotkania rozgrywają na nim piłkarze klubu Yunnan Hongta. Stadion gościł także spotkania piłkarskiej reprezentacji Chin.